# اچ‌ام‌سی‌اس آلگونکین (دی‌دی‌جی ۲۸۳)
اچ‌ام‌سی‌اس آلگونکین (دی‌دی‌جی ۲۸۳) (به انگلیسی: HMCS Algonquin (DDG 283)) یک کشتی است که طول آن ۱۲۹٫۸ متر (۴۲۵٫۹ فوت) می‌باشد. این کشتی در سال ۱۹۷۱ ساخته شد.